# بانک بوئنوس آیرس
بانک بوئنوس آیرس (انگلیسی: Bank of the City of Buenos Aires) شرکت دولتی خدمات مالی و بانکداری آرژانتینی است، که در سال ۱۸۷۸ تأسیس شد.